# Kobilić Pokupski
Kobilić Pokupski is een plaats in de gemeente Karlovac in de Kroatische provincie Karlovac. De plaats telt 71 inwoners (2001).